# Elecciones presidenciales de Maldivas de 1952
Las elecciones presidenciales se llevaron a cabo en Maldivas el 30 de diciembre de 1952, poco después del derrocamiento del Sultanato en marzo de ese mismo año y el establecimiento de la Primera República. Mohamed Amin Didi del Partido del Progreso de los Pueblos, fue elegido presidente con el 96% de los votos, convirtiéndose en el primer jefe de Estado no monárquico de su país.